# Park So-jin
Park So-jin (hangul: 박소진; Seúl, 21 de mayo de 1986), más conocida como Sojin, es una cantante, actriz y compositora surcoreana. Es miembro y líder del grupo femenino surcoreano Girl's Day.

## Carrera
Es la líder del grupo femenino surcoreano Girl's Day desde 2010.
A finales de septiembre de 2019 se anunció que se había unido al elenco recurrente de la serie Stove League donde interpretará a Kim Young-chae, una antigua jugadora de softball que ahora trabaja como locutora para un canal deportivo. La serie fue estrenada en noviembre del mismo año.
En septiembre de 2021 se anunció que se había unido al elenco recurrente de la serie Shooting Stars. La serie se estrenó en 2022.

## Filmografía

### Serie de televisión
| Año     | Título                        | Rol            | Red                    | Notas   | Ref.          |
| ------- | ----------------------------- | -------------- | ---------------------- | ------- | ------------- |
| 2011    | I Trusted Him                 |                | MBC                    | Cameo   |               |
| 2014    | The Greatest Marriage         | Lee Yoo-ri     | TV Chosun              | Reparto |               |
| 2015    | The Family Is Coming          | Choi Dong-joo  | SBS                    | Reparto |               |
| 2019-20 | Hot Stove League              | Kim Young-chae | SBS                    | Reparto |               |
| 2020    | The King: The Eternal Monarch | Jo Hae-in      | SBS                    |         |               |
| 2020    | The Spies Who Loved Me        | Bae Doo-rae    | MBC                    |         | [ 5 ]         |
| 2022    | Shooting Stars                | Jo Ki-bum      | tvN                    |         |               |
| 2022    | Alquimia de almas             | Joo Wol        | tvN                    |         | [ 6 ] [ 7 ]   |
| 2023    | Bo-ra! Deborah                | Lee Yoo-jeong  | ENA                    |         | [ 8 ] [ 9 ]   |
| 2023    | Delightfully Deceitful        | Mo Jae-in      | tvN                    |         | [ 10 ] [ 11 ] |
| 2024    | Cinderella at 2 AM            | Lee Mi-jin     | Coupang Play/Channel A |         | [ 12 ] [ 13 ] |

### Películas
| Año  | Título                |
| ---- | --------------------- |
| 2020 | Zombie Crush in Heyri |
| 2020 | Recipe for Happiness  |
| 2021 | Spring in December    |

### Espectáculos de variedades
| Año  | Título                        | Rol | Nota                                                |
| ---- | ----------------------------- | --- | --------------------------------------------------- |
| 2017 | Living Together in Empty Room | MBC | miembro - (Ep. " 19-) - junto a Kim Min-jong y Yura |

### Modelo
| Año  | Título                                                                   |
| ---- | ------------------------------------------------------------------------ |
| 2015 | Sure Magazine                                                            |
| 2015 | bnt International                                                        |
| 2016 | Cosmopolitan Magazine                                                    |
| 2020 | Naver Designer Window en colaboración con Seoul Fashion Creative Studio. |
| 2021 | Dr. Seed                                                                 |

### Teatro
| Año  | Título                           | Nota |
| ---- | -------------------------------- | ---- |
| 2020 | Should We Go to Karaoke and Talk |      |
| 2021 | Perfect Strangers                |      |

## Discografía

### Singles
| Año  | Canción | Álbum                 | Notas |
| ---- | ------- | --------------------- | ----- |
| 2017 | Kumbaya | Girl´s day everyday 5 |       |

### Temas para Dramas y Películas
| Año  | Canción                      | Álbum                          |
| ---- | ---------------------------- | ------------------------------ |
| 2019 | Hi                           | tema para I Hate Going to Work |
| 2018 | Close your eyes              | tema para Life                 |
| 2015 | Everyday With You            | tema para Reply 1988           |
| 2015 | Sick (junto a Zico (Block B) | tema para Mask                 |
| 2015 | Dizzy Dizzy                  | tema para The Family Is Coming |
| 2013 | I Want To Turn Back Time     | tema para Passionate Love      |
| 2011 | Our Love Like This           | para Flames of Ambition        |

### Colaboraciones
| Año  | Título                                              |
| ---- | --------------------------------------------------- |
| 2015 | Kim Tae Bum (Party Street) & So Jin - On Rainy Days |
| 2014 | So Jin & DOK2 - Finale                              |
| 2014 | "Shall we Dance" - Im Chang Jung                    |

### Premios
| Año  | Premio |
| ---- | --- |
| 2020 | 28th Korea Cultural Entertainment Awards Categoría Drama Premio a la mejor actriz femenina                                                                           |
| 2020 | Mención especial de los jueces del 24° Festival Internacional de Cine Fantástico de Bucheon Premio al actor de largometraje fantástico coreano ( Zombie Crush:Heyri) |